# Фагот

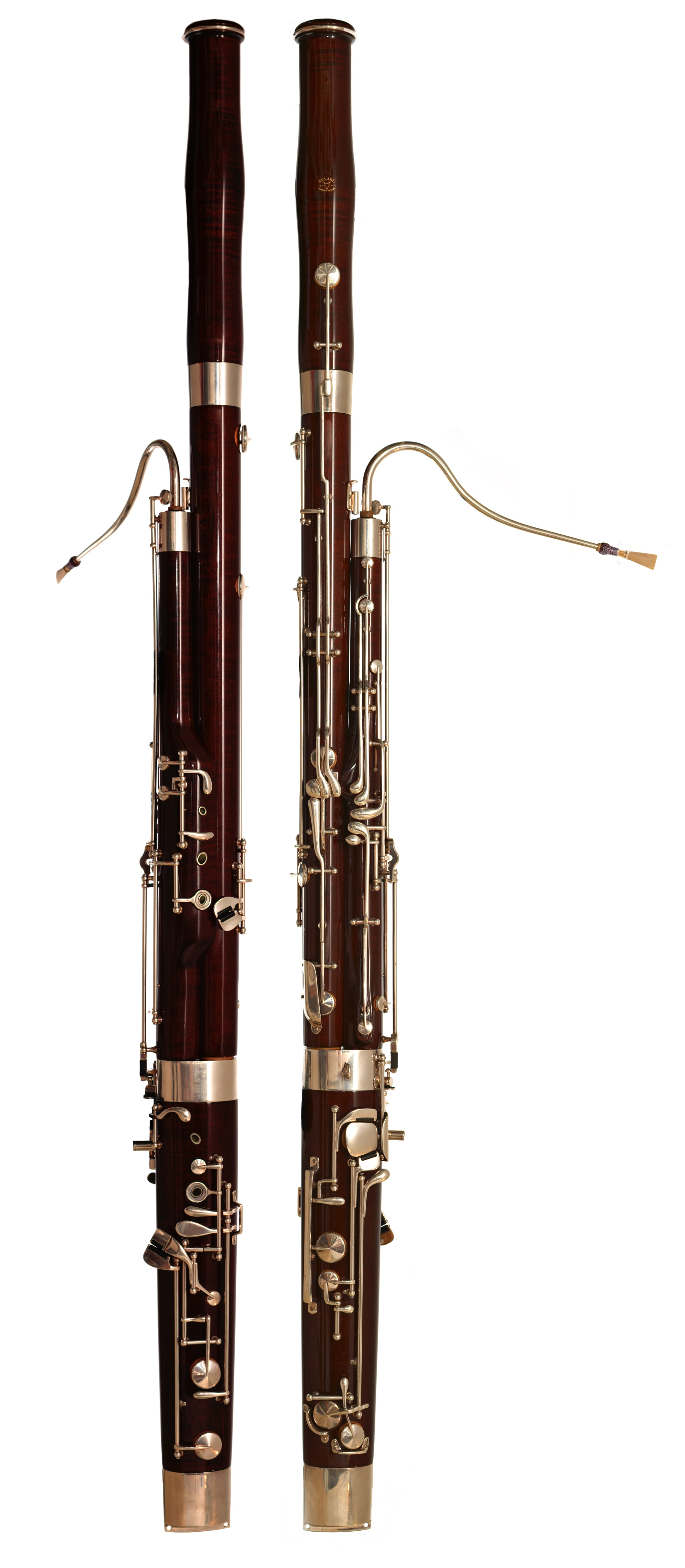
Фагот

Фаго́т (італ. fagotto — букв. вузол, в'язка) — музичний інструмент сімейства дерев'яних духових.
Винайдений в 1539 р. Афраніо в Ферраре, унаслідок реконструкції бомбарди. Сучасного вигляду фагот набув 1834 року внаслідок удосконалень, здійснених німецьким майстром І. А. Хеккелем та фаготистом К. Альменредером). Деякий час мав назву дульціан від італ. dolce — ніжний.

## Конструкція
Фагот виготовляється з клена (раніше також із бука, самшита, явора та ін.). В конструкцію сучасного фаготу входить:
- Стовбур — в формі літери U, що має 3 коліна — басове, «чобіток», та флігель. Загальна довжина — понад 2,5 м.
- Розтруб
- Ес — металева трубка у формі літери S (звідки й назва), що кріпиться до стовбура. На іншу сторону еса встановлюється подівйна тростина, за допомогою якої видобувається звук.

Канал інструменту містить 25–30 отворів, 5–6 з яких закриваються пальцями, інші — клапанами.
Діапазон фаготу — від B1 до {\displaystyle d^{2}}. В партитурі для симфонічного оркестру партія фаготів пишеться між партією кларнетів та партією валторн.

## Використання в музичній творчості

### XVI―XIX століття
На перших порах свого існування фагот виконував функцію посилення і дублювання басових голосів. Самостійнішу роль він почав грати на початку XVII століття. З'являються твори для дульціана та одного-двох інструментів у супроводі бассо континуо ― сонати Бьяджо Маріні, Даріо Кастелло, Джованні Батиста Буонаменте, Джованні Батиста Фонтани й інших авторів. Перший твір для сольного дульціана ― Фантазія зі збірки Canzoni, fantasie et correnti Бартоломе де Сельма-і-Салаверде, опублікованого в 1638 році у Венеції. Автор доручив виконувачу соло інструменту достатньо складну на той час партію в діапазоні, розширеному вниз до B1 (сі-бемоль контроктави). Високі вимоги пред'являє до виконавця і Соната Філіпа Фрідріха Бедекера (1651). У монументальній праці Grunde-richtiger… Unterricht der musicalischen Kunst, oder Vierfaches musicalisches Kleblatt (1687) авторства Даніеля Шпеєра є дві сонати для трьох дульціанів. Всі ці твори розраховані на інструмент з двома клапанами.
На рубежі XVII–XVIII століть популярність стрімко почав набирати новий, удосконалений інструмент ― фагот. Перш за все він увійшов до складу оперного оркестру: у деяких операх Рейнхарда Кейзера використовується до п'яти фаготів. Жан-Батист Люллі трактував фагот як басовий голос у духовому тріо, де верхні голоси доручалися двом гобоям, а саме тріо протиставлялося за тембром струнній групі оркестру (наприклад, в опері «Психея», 1678).
1728 року Георг Філіпп Телеман пише Сонату f-moll, в якій використовує ефекти «відлуння», кантилену у високому регістрі. Інші сонати цього періоду належать перу Карло Бесоцці, Йоганна Фрідріха Фаша, Йоганна Давида Гайніхена, Крістофа Шаффрата, Джона Ернеста Гальярдо. камерна музика для фагота цього періоду представлена також тріо-сонатами Телемана і Генделя; серію сонат для двох гобоїв і фагота створив Ян Дісмас Зеленка.
39 концертів Антоніо Вівальді ― важлива частина репертуару фагота. Їх сольні партії передбачають прийоми, що увійдуть до вжитку через кілька десятиліть ― швидкі переходи і стрбики з регістра в регістр, віртуозні пасажі, довгі кантиленні епізоди. Водночас використовуваний діапазон (за рідкісними винятками) не виходить за рамки «дульціанових» двох з половиною октав: від  до  великої октави до соль першої. Концерти для фагота також писали І. Г. Граун, Крістоф Граупнеру, І. Г. Мютель,  Йоганн Фрідріх Фаш.
Й. С. Бах не залишив сольних творів для фагота (хоча іноді доручав йому сольні партії у своїх кантатах), однак кілька творів належить його синам ― Йогану Крістіанові (Концерт) та Карлу Філіппу Еммануелю (Тріо-сонати).
Одним з найчастіше виконуваних творів у репертуарі фагота є Концерт B-dur В. А. Моцарта, написаний в 1774 році. Імовірно, цей концерт замовив 18-річному композиторові барон Дюрніц, сам фаготист-любитель. В 1934 був виявлений ще один концерт, на перших порах приписуваний Ф. Девьєнові, однак в 1975 було в ньому остаточно встановлено авторство Моцарта.
Фагот часто застосовувався як один з виконуючих соло інструментів в концертних симфоніях. Найвідоміші з них належать Й. Гайдну (для гобоя, фагота, скрипки та віолончелі) і Моцарту (для гобоя, кларнета, фагота та валторни). Кілька концертів були написані для двох фаготів з оркестром.
Твори для фагота, починаючи з другої половини XVIII століття, можуть бути умовно розділені на дві групи. Перша з них ― твори самих фаготистів, таких як Франсуа-Рене Гебауер, Карл Якобі, Карл Альменредер. Призначені для власних виступів, вони часто були написані у формі варіацій або фантазій на популярні теми. Друга ― твори професійних композиторів розраховані на виконання конкретним музикантом. До неї можна віднести концерти К. Стаміца, Девьена, Кроммера, Данцева, Рейхи, Гуммеля, Калліводи, М. Гайдна, Кожелуха, Бервальде та ін. Карл Марія фон Вебер в 1811 році написав Концерт F-dur, op. 75, для мюнхенського придворного фаготист Брандта, крім того, йому належить Анданте і Угорське рондо, спочатку призначений для альта. Порівняно недавно був виявлений Концерт Джоаккіно Россіні (1845).
Набагато рідше фагот використовувався в камерній музиці. Відомо лише кілька сонат з фортепіано: Антона Аркуші, Й. Амона, А. Рейхи, невеликі п'єси написали Людвіг Шпор і Крістіан Руммель. Французький фаготист Е. Жанкур поповнював свій репертуар перекладаннями творів, написаних для інших інструментів.
Роль фагота в оркестрі XIX століття також достатньо скромна. Гектор Берліоз дорікав йому за брак експресії і сили звуку, хоча й зазначав особливий тембр його верхнього регістру. Тільки з другої половини століття композитори починають доручати фаготу сольні епізоди, наприклад, Жорж Бізе в опері «Кармен», Чайковський в Четвертій та Шостій симфоніях тощо

### XX століття
Завдяки удосконаленню конструкції фагота і техніки гри на ньому його репертуар в XX столітті значно розширився. Сольну літературу для фагота писали Каміль Сен-Санс, Едвард Елгар, Ейтор Вілла-Лобос, Пауль Хіндеміт, Маріо Кастельнуово-Тедеско, Андре Жоліве, Нікас Скалкоттас, Олександр Тансман, Жан Франсе, Лучано Беріо, П'єр Булез, Едісон Денисов, Алан Хованесс і багато інших композиторів. Відповідальні оркестрові партії доручали фаготу Моріс Равель, Ігор Стравінський, Сергій Прокоф'єв. Розгорнуті сольні партії є в Сьомій, Восьмій і Дев'ятій симфонії Дмитра Шостаковича.
Новітні техніки гри, що увійшли в виконавську практику фаготистів ― подвійне і потрійне стакато, мультифоніки, чвертьтонова інтонація та інші. У них є потреба у творах композиторів-авангардистів, в тому числі для фагота без супроводу.
Різновид фагота — контрафагот, звучить октавою нижче фагота.
Серед видатних українських фаготистів — Апатський В. М.